# Васа Живковић
Васа Живковић (Панчево, 31. јануар 1819 — Панчево, 25. јун 1891) био је српски песник и свештеник. Написао је и текстове народних попевки „Радо иде Србин у војнике" и „Opao кликће са висине".

## Биографија
Његово крштено име било је Василије. Родио се у граничарској вароши Панчеву и ту је провео цео свој живот. У Панчеву је завршио и основну школу, а потом је похађао карловачку и сегединску гимназију. Завршио је права у Пешти и Пожуну, али и богословију у Вршцу. Оженио се у Панчеву, где је и постао свештеник. Био је секретар Одбора у Буни, постао је и прота и био учесник на Народноцрквеним саборима.
Отац Теодор је био панчевачки свештеник, па је од њега, осим имања, наследио и занимање и парохију (1845. постао је парох Успенског храма). Био је и „љубитељ књиге“, чије се име спомињало по часописима, ако не као писца, a оно као име човека који купује и шири књигу, помаже и воли књижевност. То своје поштовање и љубав према књизи пренео је и на сина, који је постао представник песника српске литературе у четрдесетим годинама XIX века.

## Књижевни рад
Његови први радови су настали још у гимназији, али нису остали сачувани. Занимљиво је да је Васа Живковић завршавао шести разред карловачке гимназије у време када је Бранко Радичевић учио први. Живковић је био на филозофији у Сегедину, граду у коме би „годишње бивало и до 200 српских ђака“. Значајно је да је професор био Павле Стаматовић и да је радило „Друштво учећи се Србаља“ или „Младеж српска која се у Сегедину учи“. Ту је, у деветнаестој години написао прву песму и послао је да се штампа, да би следећих година у Пешти, Пожуну, Вршцу и коначно Панчеву наставио са својом младалачком лириком.
Baca Живковић је прво писао онако како је то тада било „модерно“; били су то тешки, троми епиграми, оде, нешто мало мање „торжествене“ него дотадашње, али ипак неспретне и реторске, инспирисане смрћу другова и премештајима професора са преувеличаним значајем и конвенционалном патетиком. Оно што му је помагало и унапређивало рад је да је у гимназији у Карловцима учио два језика: свој матерњи, српски и немачки. Читао је Гетеа и Шилера, чије је радове касније и преводио. Кроз њих је схватио шта је то права, једноставна, чиста лирика и почео да тражи нове начине да се изрази и да тако буде и међу првима који ће покушати да модернизују и „ослободе“ српску поезију. Написао је неколико песама које су га својим својом наивном и срдачном једноставношћу, а и зато што су писане народним српским језиком поставиле у ред најзначајнијих Бранкових претходника. Волео је народни језик и добро је познавао говор свога краја. Баш зато што му поезија није била животни позив, па тако ни обавеза, стварао ју је спонтано и како је он сам касније говорио: „у младости својој као дилетант — стихотворац каткад певуцкао, кад му је срце у пријатним тренуцима или у црним неприликама само од себе певало.“ Његова поезија зато није била превише „бурна“ за оно време, па је он остао запамћен више као Бранков претходник и човек који је утицао на процват српске лирике у периоду од 1838. до 1847. него као значајан песник
У једном паметном и занимљивом писму, 8. маја 1885, писао је Васа Живковић Александру Сандићу : да је давно изгубио песничке амбиције и да готово заборавља и да је био песник. "Па зашто ме пробудисте из тог дубоког санка? Зашто ме подсетисте и после 45 година на машту, и ... немоћ моју, кад већ заборавих на то - што нисам дорастао био за такав узвишени посао, за који се иште друкчег, вилиног дара и жара - јер ја не спадам у оне одличнике, да могу и смем да кликнете са Овидије:" Est deus in nobis agitante calescimus illo".

### Песме
За живота је написао седамдесетак песама од којих скоро половина није ни штампана. И сам своје песме није сматрао успелим, нити достојним пажње, чак није волео да га сматрају песником. Ипак, његови стихови су заживели у народним попевкама, корачницама и тугованкама. Песме „Радо иде Србин у војнике“, „Opao кликће са висине“, „Ти плавиш зоро златна“, „Радуј се млада нево“ (што су заправо први стихови само најпознатијих) сачињавали су велики део музичког репертоара војвођанских Срба, који се могао чути приликом њихових борби, светковина и туговања. Заправо су се његове песме толико певале, да су му приписиване и оне песме које он није написао. С друге стране, многа његова песма већ давно није носила његово име, ослободила се свега личног и потврдила своју вредност и на поселу, и у кафани, и под прозором девојке.
Године 1857. написао је песму „Моји јади“ која почиње познатим стиховима „Ах кад тебе љубит не смем, / другу љубит нећу ја“. После смрти супруге Ане (умрла 1855. године у 29. години!) у његовој четрдесетој години, престао је да пише стихове и посветио се културном, просветном и политичком раду. Међу последњим стиховима које је написао су: „Кад ми Ленке моје нема, / нек и песме нема више“.
Од почетка 21. века у Панчеву се сваке године одржава манифестација „Дани прота-Васе“ у организацији Српске православне парохије Панчево, у порти Успенске цркве где је Васа Живковић некада био свештеник.

## Изабрани стихови
... Ти плавиш зоро златна,
твој сјајни блистав зрак...
... Украј лута зеленога
белио се висок двор.
Туд студена вода текла
и танани нико бор.
Уранила девојчица
да залије витки сад,
њу полази издалека
на вранчићу момак млад...